# Хасан Назар
Хасан Назар (баш. Хәсән Назар; настоящее имя — Назаров Хасан Мударисович, баш. Хәсән Мөҙәрис улы Назаров; род. 15 января 1942, деревня Тавлыкай, баш. Таулыҡай) — башкирский поэт, переводчик и редактор, журналист.Народный поэт Республики Башкортостан (2017).

## Биография
Родился в крестьянской семье, по национальности башкир. После окончания семилетней школы работал в колхозе, служил в армии. В 1970—1975 гг. учился в Литературном институте имени А. М. Горького. C 1966 г. — заведующий отделом газеты «Тан» (Бурзянский район), в 1968—2001 гг. (с перерывами) — сотрудник журнала «Агидель» (с 1995 г. — заведующий отделом поэзии), в 1971—2007 гг. (с перерывами) — сотрудник газеты «Башкортостан», в 1974—1977 г. — редактор комитета по телевидению и радиовещанию при СМ БАССР, с 1987 г. — заведующий отделом газеты «Башкортостан пионеры»; в 1990—1992 г. — ответственный секретарь, в 1994—1995 г. — заместитель главного редактора газеты «Йэшлек».

## Семья
Проживает в Уфе. Жена — Закия, сыновья — Ильшат и Азамат.

## Творчество
Первый сборник стихов «Становье беркутов» вышел в 1971 г. Для творчества Х. Назара характерны национальный колорит, ассоциативная образность. В произведениях, вошедших в книги «Запускаю шункара»(1992), «Зов времени»(1995), «Вознесение в небеса»(2000), «Жизнь и время»(2008), поэт размышляет о настоящем и будущем нации, о нравственных проблемах современности. Перевёл на башкирский язык произведения А. С. Пушкина, А. А. Блока, Р. Г. Гамзатова, М. Эминеску, В. Брюсова и других. В Башкирском академическом театре драмы имени Мажита Гафури в переводе Х. Назара на башкирском языке поставлена пьеса Лопе де Вега «Собака на сене». Стихи Х. Назара переведены на русский, татарский, турецкий и другие языки. В печати часто выходят статьи, очерки, творческие портреты, рецензии Х. Назара.

## Звания и награды
- Премия имени Салавата Юлаева (2000) — за книгу стихов «Вознесение в небеса», изданную Башкирским издательством «Китап» в 2000 году
- Премия имени Рами Гарипова (2007)
- Премия имени Зайнаб Биишевой (2008)
- Народный поэт Республики Башкортостан (2017)
- Орден «За заслуги перед Республикой Башкортостан» (2022)